# تشارلي برايد
تشارلي فرانك برايد (بالإنجليزية: Charley Pride)‏ (ولد في 18 مارس 1938) هو مغني كانتري أمريكي. وصل نجاحه الموسيقي أوجه في السبعينات عندما أصبح أكثر المغنيين مبيعا في شركة RCA منذ زمن إلفيس بريسلي. وتصدرت 39 أغنية له قائمة مجلة بيلبورد لأغاني الكانتري.
برايد هو أحد موسيقيي الريف القلائل من أصل أسود وهو أحد ثلاثة سود فقط ضمن أعضاء غراند أول أوبري (مع ديفورد بيلي وداريوس راكر).
كان برايد لاعبا في دوري كرة القاعدة للزنوج. وفي 2010، أصبح برايد مستثمرا خاصا ومالكا نادي تكساس رنجر لكرة القاعدة.

## بدايات حياته
ولد برايد في سليدج، ميسيسيبي، وكان من بين أحد عشر طفلا لمزارع فقير يعمل بالمواكرة. كان أبوه ينوي تسميته شارل فرانك برايد، لكن أصبح اسمه القانوني تشارلي فرانك برايد بسبب خطأ كتابي على شهادة ميلاده. بدأ برايد يعزف الإيتار في مراهقته.
رغم أنه أحب الموسيقى، فقد كان حلم برايد الأول أن يصبح لاعب كرة قاعدة محترف. في عام 1952، أصبح راميا في فريق ممفيس ريد سوكس ضمن الاتحاد الأمريكي للزنوج. وفي عام 1953، وقع عقدا مع بويسي يانكيز، وهو الدرجة الثالثة لفريق نيويورك يانكيز. خلال ذلك الموسم تعرض برايد لإصابة ما جعله يفقد مهارته، وأرسل إلى فريق الدرجة الرابعة لليانكيز في فوند دو لاك في ويسكونسن. ثم لعب مع فريق لويسفيل كليبرز ضمن دوري الزنوج في وقت لاحق من ذلك الموسم، وتمت مبادلته مع لاعب آخر (جيسي ميتشيل)، إلى برمنغهام بارونز مقابل حافلة فريق. وذكر برايد في سيرته الذاتية عام 1994 أنه ربما كان هو وجيسي الوحيدين في تاريخ كرة القاعدة اللذان تمت مبادلتهما بسيارة مستعملة.
لعب برايد كرامي في عدة فرق ثانوية أخرى، وكانت آماله بالوصول إلى الفرق الكبيرة قائمة. كان برايد يتقدم في مسيرته الرياضية، لكن تم استدعاؤه لأداء الخدمة العسكرية، وحاول بعدها العودة إلى كرة القاعدة. ورغم إصابته في ذراعه، فقد لعب برايد مع فريق ميسولا تيمبرجاكس (وهو نادي تابع لفريق سينسيناتي ريدز) في عام 1960، كما حاول أن يلعب مع كاليفورنيا أنجلز (1961) ونيويورك ميتس (1962) لكن لم يختره أي من الفريقين. وخلال تلك الفترة كان يعمل في مجال البناء في هيلينا، مونتانا. وعندما تبين له بأنه لن يحقق النجاح في كرة القاعدة، اتجه برايد نحو الموسيقى.
في 5 يونيو 2008، تم استدعاء تشارلي برايد مع أخيه ماك، مع 28 لاعبا حيا من اتحاد الزنوج السابق من قبل 30 فريق من الدوري الرئيسي لكرة القاعدة كتقدير لإنجازاتهم بين اللاعبين المنسيين في دوري الزوج. تم اختيار برايد من قبل تكساس رانجرز (الذي لعب معه طويلا) بينما تم اختيار أخيه من قبل كولورادو روكيز.

## الاتجاه نحو الشهرة
في الوقت الذي كان فيه برايد يتابع مسيرته في كرة القاعدة، شجعه بعض موسيقيي الكانتري مثل ريد فولي وريد سوفاين للاتجاه نحو الموسيقى. في 1958، زار شركة صن في ممفيس، تينيسي وسجل بعض الأغاني. بقيت منها أغنية واحدة على شريط، وأصدرت في المملكة المتّحدة كجزء من مجموعة بعنوان Walkin' (the Stroll).
قام الوكيل جاك جونسون من ناشفيل بتوقيع عقد لبرايد مع شركة تسجيلات، ووصلت موهبته لمسامع المنتج تشيت أتكينز. كان أتكينز منتجا في شركة آر سي أيه فيكتور وصنع نجوما مثل جيم ريفز وسكيتر ديفيس وآخرين. وقع برايد مع آر سي أيه في عام 1965. في يناير 1966، أصدر أغنيته الأولى مع آر سي أيه، "The Snakes Crawl at Night""، لكنها لم تحقق نجاحا. تم إصدار الأغنية تحت اسم "كانتري تشارلي برايد". في هذا الوقت، كانت موسيقى الريف وسطا أبيضا. ولم يقم جاك جونسون بتصوير برايد في أول سنتين من عقده، لكي يتفادى التأثيرات العنصرية.
أصدر برايد أغنية أخرى بعنوان "Before I Met You"، ولم تحقق النجاح أيضا، أما أغنيته الثالثة، "Just Between You and Me"، فقد حققت النجاح الذي جلب الشهرة لبرايد. وصلت الأغنية للمركز 9 قائمة بيلبورد لأغاني الكانتري.

## ارتقاء مسيرته
كان نجاح أغنية "Just Between You and Me" هائلا. وربح برايد جائزة جرامي عن الأغنية في السنة التالية. ثم أصدر أغنية All I Have to Offer You Is Me وهي أول أغنية تتصدر قائمة بيلبورد لأغاني الريف بين أغانيه التسع والثلاثين.
في عام 1967، أصبح أول فنان أسود يظهر على غراند أول أوبري منذ عازف الهارمونيكا ديفورد بايلي الذي كان يظهر بانتظام في غراند أول أوبري بين عامي 1925 و1941، وكان ظهوره الأخير في عام 1974. كما ظهر برايد أيضا في 1967 في برنامج لورنس ويلك على محطة ABC.
بين عامي 1969 و1971، أصدر برايد ثمانية أغاني احتلت المركز الأول على قوائم بيلبورد لأغاني الكانتري كما تجاوزت نجاحها الريفي لتدخل قائمة بيلبورد لأغاني البوب. أظهر نجاح هذه الأغاني تأثير موسيقى البوب كانتري الذي أثر على موسيقى الكانتري في الستينات وأوائل السبعينات، وهو التيار الذي عرف باسم «كانتريبوليتان». في عام 1969 أصدر ألبوم تجميعي، بعنوان The Best of Charley Pride وبيع منه أكثر من مليون نسخة، ومنح جائزة القرص الذهبي.
غنى برايد في فيلم Sometimes a Great Notion الذي أخرجه بول نيومان في أغنية بعنوان "All His Children" في عام 1970. كان الفيلم من بطولة نيومان وهنري فوندا وتلقى ترشيحين للأوسكار في عام 1972، احدهما كان عن أغنية برايد.

## Kiss an Angel Good Mornin'
في عام 1971، أصدر برايد أنجح أغانيه بعنوان "Kiss an Angel Good Mornin'"، وبيع منها مليون نسخة ومنحته جمعية موسيقى الكانتري جائزة فنان السنة، بالإضافة إلى جائزة أفضل مغني. ربح جائزة أفضل مغني عن الجمعية مجددا في عام 1972.
أصبحت هذه الأغنية علامته الشخصية. وإضافة إلى كونها احتلت المركز الأول على قوائم بيلبورد لأغاني الكانتري فقد كانت أنجح أغانيه أيضا على قوائم بيلبورد لأغاني البوب بأن وصلت للمركز 21.

## فترة السبعينات وما بعدها
واصل برايد إصدار الأغاني الناجحة خلال فترة السبعينات وحتى الثمانينات. ومثل العديد من مغني الكانتري الآخرين، فقد أصدر ألبوما تقديريا للمغني هانك ويليامز، ووضع فيه انجح أغاني الفنان.
باع برايد أكثر من 70 مليون أسطوانة، (من أغاني وألبومات أصلية أو تجميعية).
بقى برايد مع تسجيلات RCA حتى عام 1986. ثم انتقل إلى تسجيلات سكستينث أفينيو حيث واصل إصدار الأغاني بنجاح متفاوت.
في 2008، استلم برايد جائزة من لجنة الفنون في ميسيسيبي عن إنجازات حياته.
أدى برايد النشيد الوطني في لعبة السوبر بول الثامنة وأداه مجددا في المباراة الخامسة من بطولة ورلد سيريز لكرة القاعدة عام 2010، كما أدى النشيد الوطني قبل المباراة السادسة من بطولة ورلد سيريز لكرة القاعدة عام 1980.

## حياته الشخصية
قابل برايد زوجته المستقبلية، روزين، وهو يلعب كرة القاعدة في الولايات الجنوبية. وتزوجا في عام 1956. أنجب الثنائي ابنين هما كريغ وديون وابنة هي أنجيلا. وهما يعيشان حاليا في دالاس، تكساس. اتخذ كرايغ اسم كارلتون واتبع مسار أبيه في مجال الفن. وأنشأ فرقته، كارلتون برايد وزيون في سان ماركوس، تكساس عام 1995 وهو يؤدي تشكيلة من أغاني الريجي، والفانك، وموسيقى السول في الولايات المتحدة.
عزف ديون برايد الإيتار مع أبيه، وغنى للقوات المشاركة في العمليات في بنما وهندوراس وغوانتانامو وأنتيغوا. شارك برايد ديون في كتابة أغنية I Miss My Home على ألبوم تشارلي برايد بعنوان "Choices" عام 2010.
في عام 1994 شارك برايد في كتابة سيرته الذاتية مع جيم هيندرسن. كشف في هذا الكتاب أنه عانى لسنوات من الاكتئاب.
أزال برايد ورما من حبله الصوتي الأيمن عام 1997 في مستشفى جامعة أركنساس للعلوم الطبية. لكنه عاد في فبراير 2009 للقيام بفحص روتيني ثم فاجأ مجلس شيوخ ولاية أركنساس بحفلة فجائية وغنى خمس أغاني. وانضم إليه الحاكم مايك بيب في الحفلة. برايد شريك مهم في نادي تكساس رانجرز لكرة القاعدة.

## الفيلم
في 29 أبريل 2011 أعلن الإنتاج المزعم لفيلم عن حياة برايد ومسيرته. الفيلم من إنتاج وتمثيل المصارع دوين جونسون.

## الجوائز
جوائز أكاديمية موسيقى الكانتري
- جائزة الرائد 1994

جائزة الموسيقى الأمريكية
- جائزة أفضل ألبوم غنائي 1973 - "A Sun Shiny Day"
- أفضل مغني 1973
- أفضل مغني 1976

متحف وقاعة مشاهير موسيقى الريف
- أدخل عام 2000

جمعية موسيقى الريف
- فنان السنة 1971
- مغني السنة 1971
- مغني السنة 1972

جوائز غرامي
- أفضل اداء لمغني ريف 1972 - "Charley Pride Sings Heart Songs"
- أفضل أداء لغناء ديني أو مسيحي معاصر 1972 - "Let Me Live Lyrics"

## وصلات خارجية
- تشارلي برايد على موقع IMDb (الإنجليزية)
- تشارلي برايد على موقع الموسوعة البريطانية (الإنجليزية)
- تشارلي برايد على موقع ميوزك برينز (الإنجليزية)
- تشارلي برايد على موقع إن إن دي بي (الإنجليزية)
- تشارلي برايد على موقع أول ميوزيك (الإنجليزية)
- تشارلي برايد على موقع ديسكوغز (الإنجليزية)
- تشارلي برايد على موقع قاعدة بيانات الفيلم (الإنجليزية)